# Globanomalina
Globanomalina, en ocasiones erróneamente denominado Globanamalina, es un género de foraminífero planctónico de la familia Globanomalinidae, de la superfamilia Hantkeninoidea, del suborden Globigerinina y del orden Globigerinida. Su especie tipo es Globanomalina ovalis. Su rango cronoestratigráfico abarca desde el Daniense (Paleoceno inferior) hasta el Ypresiense inferior (Eoceno inferior).

## Descripción
Globanomalina incluía especies con conchas trocoespiraladas, con tendencia a hacerse planiespiraladas, de forma subglobular comprimida a biconvexa; sus cámaras eran subglobulares a subovoidales; sus suturas intercamerales eran incididas; su contorno ecuatorial era subredondeado, ligeramente lobulado; su periferia era redondeada a subaguda, en general con banda imperforada pero nunca carena desarrollada; el ombligo era estrecho; su abertura principal era interiomarginal, umbilical-extraumbilical, con forma de arco asimétrico y rodeada con un pórtico; presentaban pared calcítica hialina, perforada con poros cilíndricos y superficie lisa o puntuada.

## Discusión
Algunos autores han considerado Pseudohastigerina un sinónimo subjetivo posterior de Globanomalina, por lo que en el concepto sistemático de este último incluiría según los autores las formas planiespiraladas. Clasificaciones posteriores han incluido Globanomalina en la superfamilia Globigerinitoidea.

## Paleoecología
Globanomalina incluía especies con un modo de vida planctónico, de distribución latitudinal cosmopolita, y habitantes pelágicos de aguas intermedias (medio mesopelágico superior, en la termoclina).

## Clasificación
Globanomalina incluye a las siguientes especies:
- Globanomalina archeocompressa †
- Globanomalina caucasica †
- Globanomalina chapmani †
- Globanomalina compressa †
  - Globanomalina compressa var. caucasica †
  - Globanomalina compressa var. varians †
- Globanomalina haunsbergensis †
- Globanomalina imitata †
- Globanomalina luxorensis †
- Globanomalina ovalis †
- Globanomalina planocompressa †
  - Globanomalina planocompressa evoluta †
- Globanomalina pseudoimitata †

Otras especies consideradas en Globanomalina son:
- Globanomalina archaeoimitata †
- Globanomalina australiformis †, considerado como Luterbacheria australiformis
- Globanomalina ehrenbergi †, considerado como Luterbacheria ehrenbergi
- Globanomalina globulosa †, aceptado como Pseudohastigerina globulosa
- Globanomalina laccadivensis †
- Globanomalina micra †
- Globanomalina planoconica †, considerado como Luterbacheria planoconica
- Globanomalina praepumilio †
- Globanomalina pseudomenardii †, considerado como Luterbacheria pseudomenardii
- Globanomalina rakhiensis †
- Globanomalina wilcoxensis †, aceptado como Pseudohastigerina wilcoxensis
  - Globanomalina wilcoxensis globulosa †